# Kožnato drvo
Kožnato drvo (dirka, lat. Dirca), biljni rod iz porodice vrebinovki kojemu pripada četiri vrste sjevernoameričkih grmova. Ime Dirca došlo mu je po Dirki iz grčke mitologije.
Vrste ovog roda narastu do 3 metra visine. Stabljika je savitljiva, a od unutrašnje kore drveta Indijanci s istoka Sjeverne Amerike izrađivali su konopce. Cvjetovi su mu sitni, manji od jednog centimetra, a pojavljuju se samo kraće vrijeme u rano proljeće.
Dvije glavne vrste su D. palustris, močvarno ili istočno kožno drvo koje raste od Nove Škotske na zapad do Sjeverne Dakote i Oklahome, i na jug do Floride. Druga vrsta, zapadno kožno drvo (Dirca occidentalis), raste uz zaljev San Francisco u Kaliforniji. Treća vrsta meksičko kožno drvo (D. mexicana) opisdana je 1995. godine, a raste samo na sjeveroistoku Meksika. Posljednja vrsta D. decipiens opisana je tek 2009. godine, a raste na nekim mjestima u Kansasu i Arkansasu.

## Vrste
1. Dirca decipiens Floden
2. Dirca mexicana G.L.Nesom & Mayfield
3. Dirca occidentalis A.Gray
4. Dirca palustris L.

## Galerija slika
- Dirca occidentalis
- Dirca palustris